# Zygmunty (województwo mazowieckie)
Zygmunty – wieś sołecka w Polsce położona w województwie mazowieckim, w powiecie garwolińskim, w gminie Łaskarzew.
| SIMC    | Nazwa            | Rodzaj    |
| ------- | ---------------- | --------- |
| 1054535 | Klin             | część wsi |
| 0678676 | Zygmunty-Kolonia | część wsi |

W latach 1975–1998 miejscowość należała administracyjnie do województwa siedleckiego.